# کارنوال مجیک
کارنوال مجیک (به انگلیسی: Carnival Magic) یک کشتی است که طول آن ۳۰۶ متر (۱٬۰۰۴ فوت) می‌باشد. این کشتی در سال ۲۰۱۱ ساخته شد.